# 1982 en cyclisme
| Années du cyclisme : 1979 - 1980 - 1981 - 1982 - 1983 - 1984 - 1985    |
| Décennies du cyclisme : 1950 - 1960 - 1970 - 1980 - 1990 - 2000 - 2010 |

Les faits marquants de l'année 1982 en cyclisme.

## Par mois

### Mars
- 20 mars : le Français Marc Gomez remporte Milan-San Remo.

### Avril
- 4 avril : le Belge René Martens est victorieux sur le Tour des Flandres.
- 11 avril : Silvano Contini s'impose lors de Liège-Bastogne-Liège.
- 18 avril :  Jan Raas gagne Paris-Roubaix.
- 26 avril : naissance du cycliste Lloyd Mondory à Cognac.

### Mai
- 9 mai : Marino Lejarreta gagne le Tour d'Espagne.

### Juin
- 6 juin : le Tour d'Italie est remporté par Bernard Hinault, sa deuxième victoire sur le Giro.

### Juillet
- 25 juillet : Bernard Hinault obtient sa quatrième victoire sur le Tour de France.

### Septembre
- 5 septembre : Giuseppe Saronni devient champion du monde.
- 12 octobre : Bernard Hinault s'adjuge le Grand Prix des Nations pour la quatrième fois.

### Octobre
- 16 octobre : le Tour de Lombardie est remporté par Giuseppe Saronni.

## Principales naissances
- 4 janvier : Bernhard Kohl, cycliste autrichien.
- 18 février : José Rujano, cycliste vénézuélien.
- 22 mars : Enrico Gasparotto, cycliste italien.
- 4 avril : Rémi Pauriol, cycliste français.
- 18 mai : Katherine Bates, cycliste australienne.
- 27 mai : Kevin De Weert, cycliste belge.
- 1er juillet : Johann Tschopp, cycliste suisse.
- 4 juillet : Vladimir Gusev, cycliste russe.
- 5 juillet : Philippe Gilbert, cycliste belge.
- 16 juillet : André Greipel, cycliste allemand.
- 8 août : Enrico Franzoi, cycliste italien.
- 9 août : Kanstantsin Siutsou, cycliste biélorusse.
- 8 septembre : Koen de Kort, cycliste néerlandais.
- 16 septembre : Linus Gerdemann, cycliste luxembourgeois.
- 24 septembre : Stef Clement, cycliste néerlandais.
- 3 octobre : Emma Pooley, cycliste britannique.
- 14 octobre : Marc Ryan, cycliste néo-zélandais.
- 15 octobre : Kirsten Wild, cycliste néerlandaise.
- 22 octobre : Mark Renshaw, cycliste australien.
- 10 novembre : Amets Txurruka, cycliste espagnol.
- 30 novembre : Domenico Pozzovivo, cycliste italien.
- 6 décembre : Alberto Contador, cycliste espagnol.
- 19 décembre : Tamilla Abassova, cycliste russe.
- 21 décembre : Iljo Keisse, cycliste belge.

## Principaux décès
- 2 janvier : Victor Fontan, cycliste français. (° 18 juin 1892).
- 20 janvier : Marc Demeyer, cycliste belge. (° 19 avril 1950).